# (42191) Thurmann
(42191) Thurmann (2001 CJ37) – planetoida z pasa głównego asteroid okrążająca Słońce w ciągu 4,22 lat w średniej odległości 2,61 j.a. Odkryta 14 lutego 2001 roku.